# Вулиця з колонами у Герасі

Центральна секція вулиці (ліворуч у колонаді видно три відмінні від загального портику послідовні блоки, якими акцентували вхід до Храму Діонісу, німфей та пропілеї Храму Артеміди)

Вулиця з колонами у Герасі — складова частина грандіозного комплексу руїн античного міста Гераса, котре передувало сучасному Джерашу (знаходиться за три з половиною десятки кілометрів на північ від столиці Йорданії Амману).
Одним з традиційних для римської імперії засобів прикрашання міст було зведення уздовж головних вулиць протяжних колонад. В Герасі подібним чином прикрасили обидва декумануси (в часи Риму так називалась вулиця, орієнтована у напрямку схід-захід) та кардо (головна вулиця напрямку північ-південь). Остання була найпротяжнішою серед них і мала довжину біля 0,8 км, простягнувшись від Овальної площі до Північних воріт.
Формування кардо археологи відносять до другої половини 1 ст. н. е., проте колонади вона отримала дещо пізніше, в кінці того ж або на початку наступного століття. Їх виконали в іонічному стилі, котрий наразі можливо побачити на північній ділянці вулиці, між Північним тетрапілоном та завершуючими воротами. Втім, вже за кілька десятиліть містяни взялись за проект розширення кардо з одночасною заміною іонічних капітелей на більш пишні коринфські. Ці роботи, які стартували десь після 125 р. н. е. (термін спорудження Овальної площі) поступово просувались протягом наступних десятиліть. Спершу реконструювали секцію кардо до перетину з південним декуманусом, на якому звели Південний тетрапілон. А в середині століття провели ті ж роботи і на центральній ділянці вулиці, досягнувши у 165 року району декуманусу північного, де з'явився ще один тетрапілон. Остання секція кардо так і не була реконструювана, тому має відмінну від інших ділянок ширину та тип капітелей колон. Що стосується знятих під час реконструкції капітелей, то їх використали у інших спорудах міста, наприклад, для колонади північного декуманусу, котра простягнулась від тетрапілону до Північного театру.

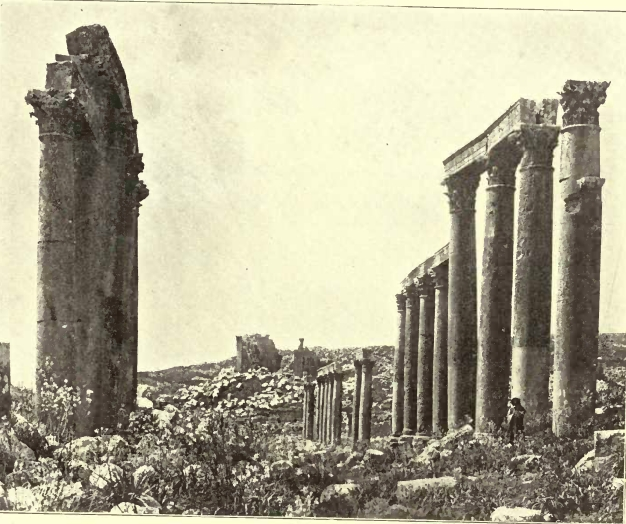
Південна секція вулиці у 1906 році, по правій стороні чотири більші колони на вході до мацеллуму

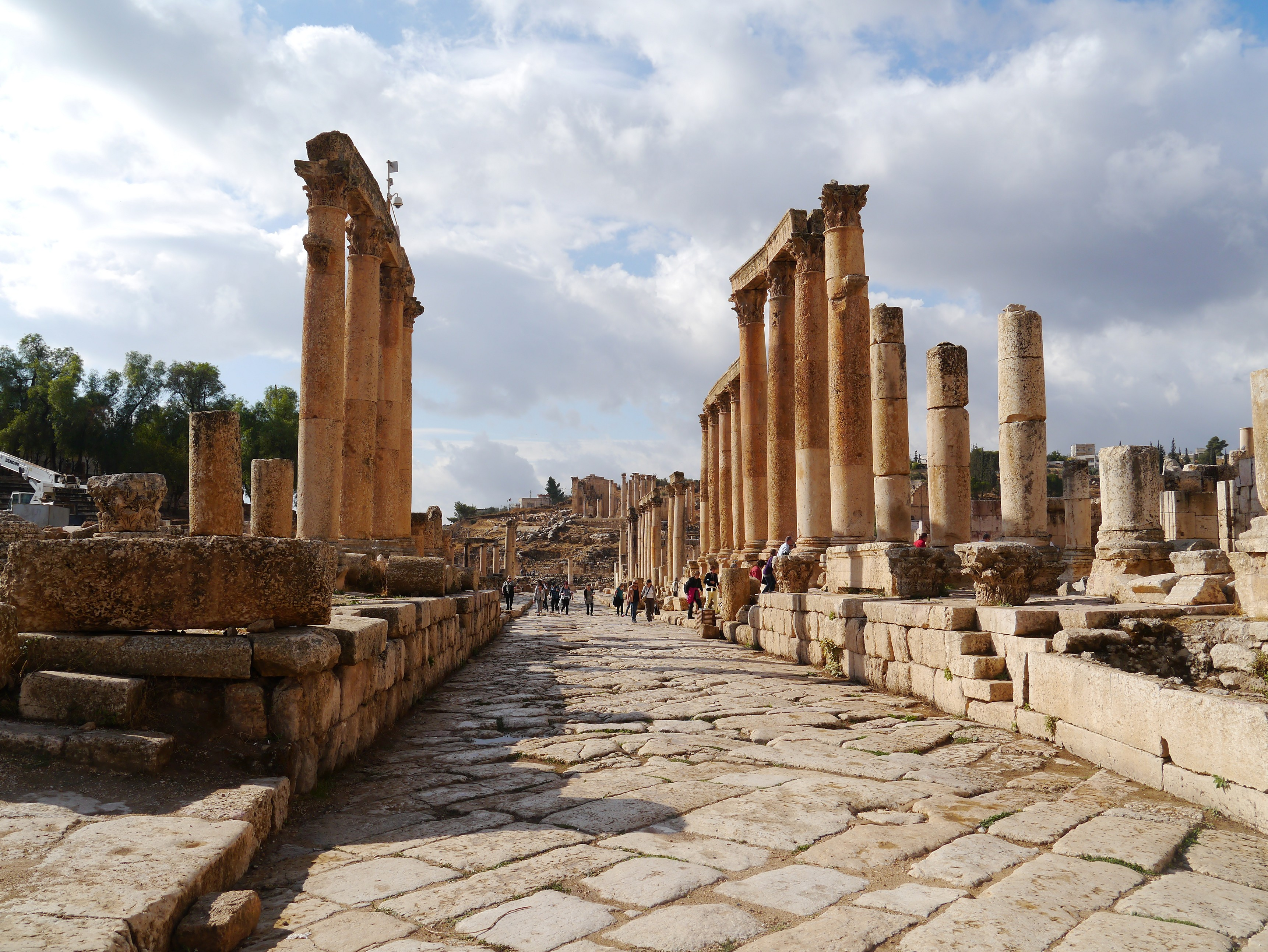
Південна частина вулиці зараз, на задньому плані підноситься пагорб із частково відновленим Храмом Зевса

Колони вулиці не повністю ідентичні між собою — вони можуть варіювати в діаметрі та висоті до 15 сантиметрів, так само як і їх бази та коринфські капітелі. Поверхню кардо вимостили укладеними діагонально вапняковими блоками, розмір яких дещо менший у північній секції вулиці. Деінде можна побачити колії, вироблені у покритті кардо металевими колесами римських возків. Під кардо по всій довжині тягнеться дренажна система, до якої періодично спускались через спеціальні отвори з метою прочищення. Вода стікала до каналізації через регулярно розташовані по обох боках вулиці напівкруглі отвори.

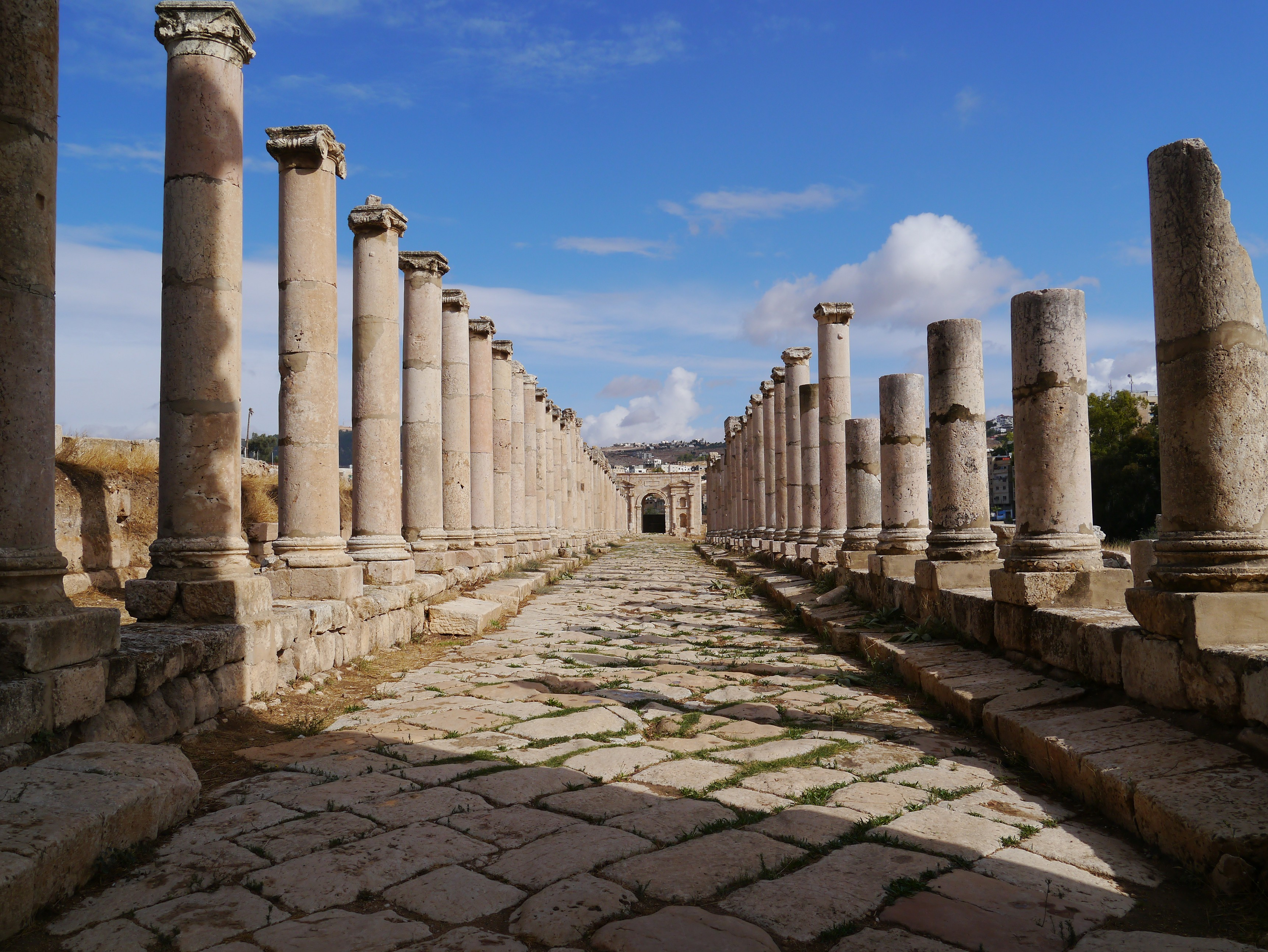
Завершальна секція кардо, що веде до Північних воріт

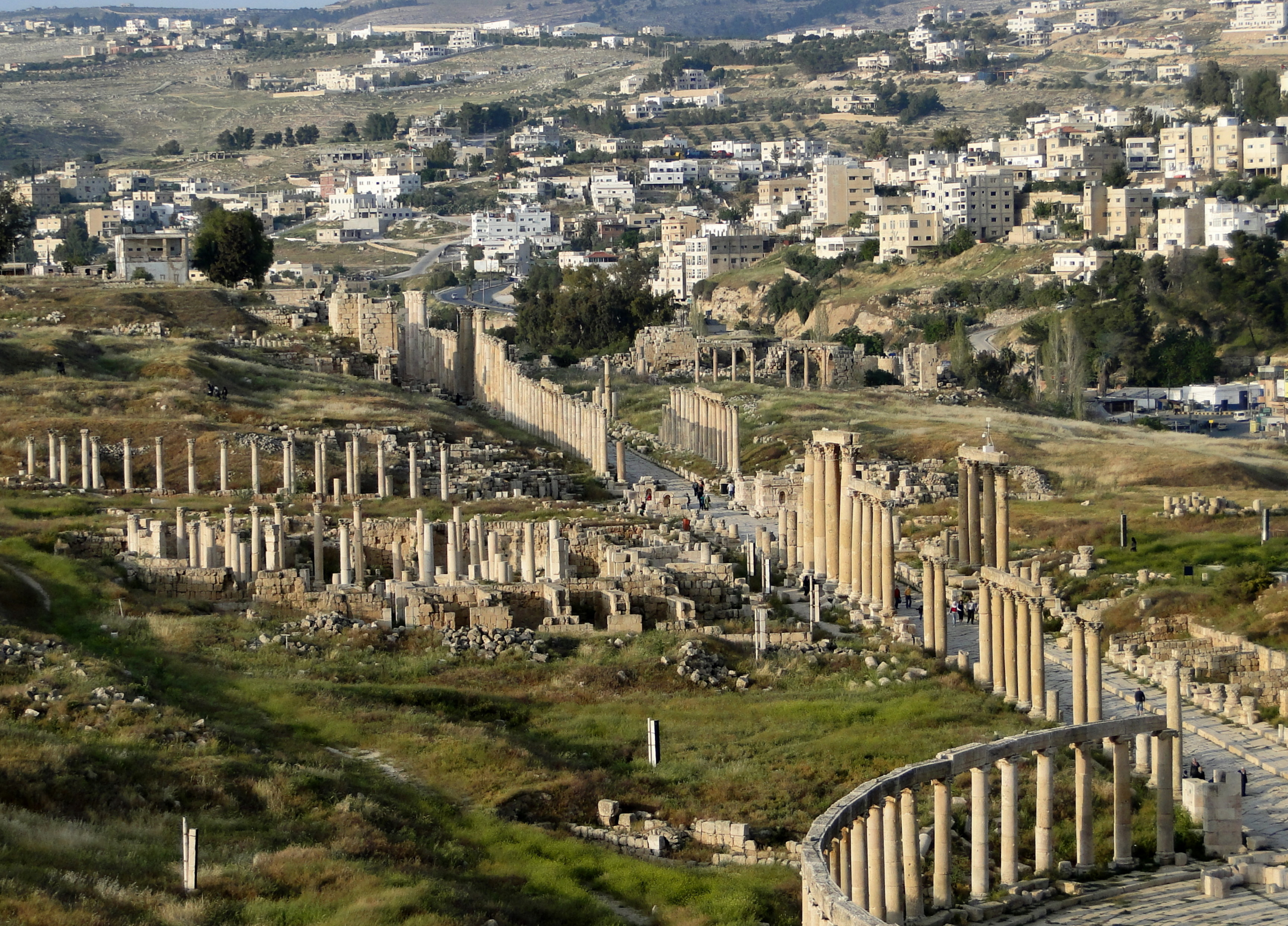
Вид південної та центральної ділянок кардо від Храму Зевсу

Час від часу стандартні портики кардо переривались, не лише на перехрестях з південним та північним декуманусами, але також в районі цілого ряду розташованих уздовж вулиці монументальних споруд. Останнє траплялось щонайменше шість разів — один на східній стороні в районі примикання священної дороги до Храму Артеміди та п'ять разів на західній. У південній секції кардо вхід до мацеллуму акцентували чотири колони, суттєво вищі за звичайні елементи портику. В центральній же частині вулиці один за одним йшли пропілеї Храму Діонісу, німфей та пропілеї Храму Артеміди (саме до останніх і виводила згадана нещодавно священна дорога). Навпроти першого об'єкту встановили вісім колон зі збільшеною висотою, між центральними з яких знаходився дещо більший від стандартного прохід до воріт храму. Перед німфеєм стояло лише чотири великі колони, розташовані попарно навколо широкого проміжку, що повністю відкривало для огляду центральну апсиду фонтану (також вважають, що простір між німфеєм та колонами не мав перекриття). Що стосується храмового комплексу Артеміди, то уздовж його передньої стіни вишикувалось три десятки колон — чотири гігантські центральні висотою по 16 метрів підтримували пишно прикрашений портик по осі священної дороги, тоді як дві бічні групи містили по тринадцять відносно невисоких колон, з'єднаних між собою архітравами (проте без накриття простору між ними та стіною комплексу). У північній частині вулиці в одому місці іонічну колонаду переривають чотири трохи вищі колони коринфського ордеру, які напевно позначали вхід до наразі не розкопаної публічної будівлі.